# Molophilus neecoo
Molophilus neecoo là một loài ruồi trong họ Limoniidae. Chúng phân bố ở miền Australasia.